# Chailland
Chailland – miejscowość i gmina we Francji, w regionie Kraj Loary, w departamencie Mayenne.
Według danych na rok 1990 gminę zamieszkiwało 1067 osób, a gęstość zaludnienia wynosiła 30 osób/km² (wśród 1504 gmin Kraju Loary Chailland plasuje się na 548. miejscu pod względem liczby ludności, natomiast pod względem powierzchni na miejscu 193.).